# Oliva reticularis
Oliva reticularis är en snäckart som beskrevs av Jean-Baptiste Lamarck 1810. Oliva reticularis ingår i släktet Oliva och familjen Olividae.

## Underarter
Arten delas in i följande underarter:
- O. r. reticularis
- O. r. nivosa